# Alvito (Latium)
Alvito ist eine italienische Gemeinde in der Provinz Frosinone in der Region Latium mit 2484 Einwohnern (Stand 31. Dezember 2023). Sie liegt 124 km östlich von Rom und 43 km östlich von Frosinone.

## Geographie

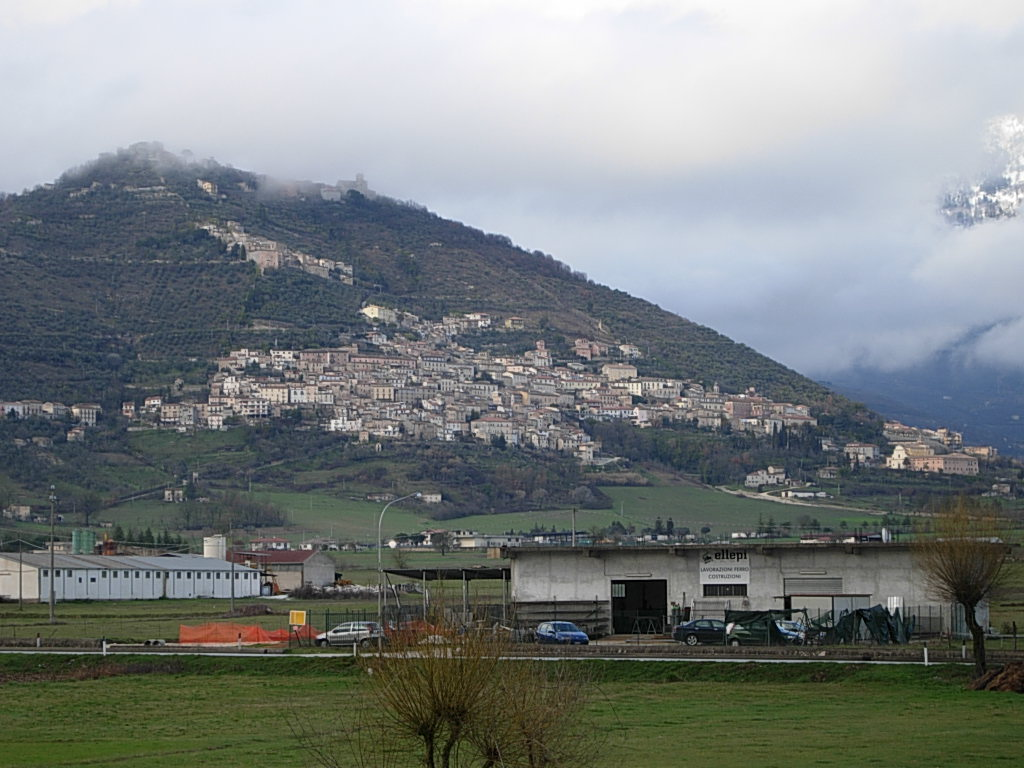
Alvito

Alvito liegt auf einem Hügel über dem Tal des Melfa.
Ein großer Teil des Gemeindegebiets gehört zum Nationalpark Abruzzen, Latium und Molise.
Es ist Mitglied der Comunità Montana Valle di Comino.
Die Nachbargemeinden sind Atina, Campoli Appennino, Casalvieri, Gallinaro, Pescasseroli (AQ), Posta Fibreno, San Donato Val di Comino und Vicalvi.

## Geschichte
Alvito wurde 1096 zum ersten Mal erwähnt.

## Bevölkerungsentwicklung
| Jahr      | 1861 | 1881 | 1901 | 1921 | 1936 | 1951 | 1971 | 1991 | 2001 |
| --------- | ---- | ---- | ---- | ---- | ---- | ---- | ---- | ---- | ---- |
| Einwohner | 3822 | 5041 | 6290 | 6809 | 5391 | 4934 | 3289 | 3151 | 3031 |

Quelle: ISTAT

## Politik
Duilio Martini (Lista Civica: Buongoverno Alvitano) wurde im Mai 2006 zum Bürgermeister gewählt und am 5. Juni 2016 wiedergewählt.

### Partnerstädte
- Alvito, seit 2001

## Sehenswürdigkeiten
- Das Castello dei Conti di Aquino wurde im 11. Jahrhundert erbaut und nach Zerstörung durch ein Erdbeben 1349 neu errichtet.
- Der Palazzo Gallio oder Palazzo Ducale wurde ab 1600 für Kardinal Tolomeo Gallio errichtet und beherbergt heute das Rathaus.
- Die Pfarrkirche San Simeone birgt zahlreiche barocke Kunstwerke.

## Kulinarische Spezialitäten
In Alvito wird eine besondere Form des Torrone, der Torroncino di Alvito hergestellt.